# Stazione di Campocologno
La stazione di Campocologno è una stazione ferroviaria della linea del Bernina a servizio della frazione di Campocologno di Brusio. È gestita dalla Ferrovia Retica (RhB).

## Storia
La stazione fu aperta al servizio pubblico il 1º luglio 1908, insieme alla tratta Tirano-Poschiavo della linea del Bernina.
Fu gestita dalla Berninabahn (BB) fino al 1943, quando questa società su assorbita dalla RhB.
Il fabbricato viaggiatori fu ricostruito nel 1947.

## Strutture ed impianti
Il fabbricato viaggiatori è una struttura in muratura a due livelli.
Il piazzale binari è composto da quello di corsa e da quello di raddoppio, entrambi serviti da due banchine con accesso a raso. Sono presenti anche due binari tronchi: uno nel piazzale interno, mentre l'altro è posizionato sul piazzale antistante il fabbricato viaggiatori.

## Movimento
L'impianto è servito dai treni regionali della relazione Tirano-Sankt Moritz.

## Servizi
- Biglietteria automatica
- Sala d'attesa
- Servizi igienici
- Ufficio informazioni turistiche

## Interscambi
- Fermata autobus